# Aursmoen Stadion
Het Aursmoen Stadion (ook wel Aursmoen Idrettspark) is een voormalige ijsbaan in Aursmoen in de provincie Akershus in het zuiden van Noorwegen. De openlucht-natuurijsbaan is in gebruik geweest van 1933 tot en met 1996. De ijsbaan lag op 177 meter boven zeeniveau. 

## Aurskog-Finstadbru Sportsklubb
De vereniging Aurskog-Finstadbru Sportsklubb maakte gebruik van het Aursmoen Stadion. De volgende bekende schaatsers waren lid van Aurskog-Finstadbru Sportsklubb:
- Anette Tønsberg
- Lise Marie Braathen